# Macintosh Centris 610
Macintosh Centris 610 es una computadora de Apple Inc., la cual utiliza un microprocesador Motorola 68040, y cuenta con una ranura de expansión la cual permite añadir una tarjeta NuBus de 7 pulgadas, o una tarjeta directa al procesador para personalizar el sistema con capacidades adicionales de interconección en red, como, por ejemplo, Ethernet, o monitores múltiples. También se puede añadir un periférico interno de 5,25 pulgadas, tal como una unidad de disco CD-ROM o una unidad de espacio adicional de almacenamiento. Además este macintosh soporta monitores VGA y SVGA de Apple y otros fabricantes.

## Características técnicas
- Procesador 68040 de 20MHz con unidad de administración paginada de memoria (PMMU) y caché de memoria de 8K.
- 4MB de RAM (8MB con AppleCD 300i) Expansible a 68MB.
- Apple Superdrive; unidad de disco rígido interna de 80MB, 230MB o 500MB; espacio para un dispositivo de almacenamiento interno adicional de 5,25 pulgadas de media altura.[1]
- Conexión LocalTalk incorporada y conexión Ethernet de alta velocidad integrada opcional; software de interconexión en red AppleTalk.
- Ranura de expansión para una tarjeta NuBus de 7 pulgadas o tarjeta directa al procesador.
- Dos puertos seriales, puerto SCSI, dos puertos ADB, puerto de salida de Video, puertos de entrada y de salida de sonido.[1]